# Taraxacum fontanicola
Taraxacum fontanicola là một loài thực vật có hoa trong họ Cúc. Loài này được Soest miêu tả khoa học đầu tiên.